# XIII (телесериал)
«XIII» (англ. XIII: The Series) — франко-канадский телесериал, основанный на одноимённом бельгийском комиксе Жана Ван Хамма и Уильяма Вэнса, продолжение мини-сериала XIII: Заговор. Премьера состоялась 19 апреля 2011 года.

## Сюжет
Будучи несправедливо посажен директором Эймосом на два года в секретную восточноевропейскую тюрьму США, XIII (тринадцатый) совершает дерзкий побег с помощью таинственных союзников. Этими союзниками оказываются бывший президент Шеридан и убийца Ирина Светланова.

## В ролях
- Стюарт Таунсенд — "XIII" / Райан Флай / Джейсон Питер Муллвэй
- Аиша Тайлер — спецагент Лорен Джонс
- Виржини Ледуайен — Ирина Светланова
- Катерина Мурино — Саманта "Сэм" Тэйлор
- Грег Брайк — Директор Национальной разведки Сэмюэл Эймос
- Стивен Макхэтти — Президент США Бен Кэррингтон
- Тед Атертон[англ.] — Уолтер "Уолли" Шеридан
- Паулино Нюнс[исп.] — Директор ЦРУ Фрэнк Джиордино

## Список эпизодов
| # серии | Название                                | Режиссёр               | Сценарист       | Дата премьеры в Канаде | Дата премьеры во Франции |
| ------- | --------------------------------------- | ---------------------- | --------------- | ---------------------- | ------------------------ |
| 1       | «Pilot» (Пилотная серия)                | Джон Стид и Дуан Кларк | Гил Грант       | 19 апреля 2011         | 18 апреля 2011           |
| 2       | «Green Falls» (Грин Фоллс)              | Филипп Хаим            | Филипп Лион     | 26 апреля 2011         | 18 апреля 2011           |
| 3       | «Lockdown» (Блокировка)                 | Дуан Кларк             | Чарльз Хейт     | 3 мая 2011             | 25 апреля 2011           |
| 4       | «The Irish Version» (Ирландская версия) | Ксавьер Палю           | Денис МакГрэт   | 10 мая 2011            | 25 апреля 2011           |
| 5       | «Training Camp» (Тренировочный лагерь)  | Дуан Кларк             | Памела Дэвис    | 17 мая 2011            | 2 мая 2011               |
| 6       | «Costa Verde» (Коста Верде)             | Майкл Робисон          | Питер Мохан     | 25 мая 2011            | 2 мая 2011               |
| 7       | «Undertow» (Откат)                      | Пол Шапиро             | Андреа Стивенс  | 1 июня 2011            | 9 мая 2011               |
| 8       | «Hunting Party» (Охота)                 | Ален Тасма             | Грант Розенберг | 8 июня 2011            | 9 мая 2011               |
| 9       | «The Bank Job» (Банковская работа)      | Ли Роуз                | Денис МакГрэт   | 15 июня 2011           | 16 мая 2011              |
| 10      | «The Train» (Поезд)                     | Стив ДиМарко           | Чарльз Хейт     | 22 июня 2011           | 16 мая 2011              |
| 11      | «The Bunker» (Бункер)                   | Кен Джиротти           | Питер Мохан     | 30 июня 2011           | 23 мая 2011              |
| 12      | «The Key» (Ключ)                        | Ален Тасма             | Грант Розенберг | 5 июля 2011            | 23 мая 2011              |
| 13      | «Revelation» (Откровение)               | Кларк Джонсон          | Денис МакГрэт   | 12 июля 2011           | 23 мая 2011              |